# Kasteel van Ablon
Het Kasteel van Ablon (Frans: Château d'Ablon) is een kasteel in de Franse gemeente Ablon.